# Discografia de A Tribe Called Quest
A Tribe Called Quest é um grupo americano de hip hop, formado em 1985. O grupo lançou seis álbuns de estúdio, cinco coletâneas, dezesseis singles e dois extended plays. Participavam do grupo o rapper/produtor Q-Tip (Kamaal Ibn John Fareed, nteriormente Jonathan Davis), o falecido rapper Phife Dawg (Malik Taylor) e o DJ/co-produtor Ali Shaheed Muhammad.

## Álbuns

### Álbuns de estúdio
| People's Instinctive Travels and the Paths of Rhythm | - Lançamento: 17 de abril de 1990 - Gravadora: Jive, RCA Records - Formato: CD, LP, digital download | 91 | 23 | —  | —  | 54 | - RIAA: Ouro               |
| The Low End Theory                                   | - Lançamento: 24 de setembro de 1991 - Gravadora: Jive - Formato: CD, LP, digital download           | 45 | 13 | —  | —  | 58 | - RIAA: Platina            |
| Midnight Marauders                                   | - Lançamento: 9 de novembro de 1993 - Gravadora: Jive - Formato: CD, LP, digital download            | 8  | 1  | 48 | —  | 70 | - RIAA: Platina            |
| Beats, Rhymes and Life                               | - Lançamento: 30 de julho de 1996 - Gravadora: Jive - Formato: CD, LP, digital download              | 1  | 1  | 7  | 32 | 28 | - RIAA: Platina - MC: Ouro |
| The Love Movement                                    | - Lançamento: 29 de setembro de 1998 - Gravadora: Jive - Formato: CD, LP, digital download           | 3  | 3  | 2  | —  | 38 | - RIAA: Ouro - MC: Ouro    |
| We Got It from Here... Thank You 4 Your Service      | - Lançamento: 11 de novembro de 2016 - Gravadora: Epic - Formato: CD, LP, digital download           | 1  | 1  | 3  | 13 | 24 | - RIAA: Ouro               |
| "—" denota uma gravação que não entrou nas paradas.  | |    |    |    |    |    |                            |

### Coletâneas
| Revised Quest for the Seasoned Traveller            | - Lançamento: 1992 - Gravadora: Jive - Formato: CD                                            | —   | —  |
| The Anthology                                       | - Lançamento: 26 de outubro de 1999 - Gravadora: Jive - Formato: LP, CD, CS, digital download | 81  | 28 |
| Hits, Rarities & Remixes                            | - Lançamento: 17 de junho de 2003 - Gravadora: Jive - Formato: CD, LP, CS, digital download   | 190 | 51 |
| The Lost Tribes                                     | - Lançamento: 15 de março de 2006 - Gravadora: Jive - Formato: CD                             | 112 | —  |
| The Best of A Tribe Called Quest                    | - Lançamento: 1º de abril de 2008 - Gravadora: Sony BMG - Formato: CD                         | 139 | —  |
| "—" denota uma gravação que não entrou nas paradas. |                                                                                               |     |    |

## Extended plays
| Título                                       | Detalhes                                                  |
| -------------------------------------------- | --------------------------------------------------------- |
| A Tribe Called Quest EP (apenas Reino Unido) | - Lançamento: 1994 - Gravadora: Jive - Formato: CD, vinyl |
| The Jam EP (apenas Reino Unido)              | - Lançamento: 1997 - Gravadora: Jive - Formato: CD, vinyl |

## Singles

### Como artista principal
| "Description of a Fool"                                                              | 1989 | —  | —  | —  | —  | —  | —  | People's Instinctive Travels and the Paths of Rhythm |
| "I Left My Wallet in El Segundo"                                                     | 1990 | —  | —  | 9  | —  | —  | —  | People's Instinctive Travels and the Paths of Rhythm |
| "Bonita Applebum"                                                                    | 1990 | —  | 56 | 4  | —  | —  | 47 | People's Instinctive Travels and the Paths of Rhythm |
| "Can I Kick It?"                                                                     | 1991 | —  | —  | 8  | —  | 13 | 15 | People's Instinctive Travels and the Paths of Rhythm |
| "I Left My Wallet in El Segundo" (Vampire Mix)                                       | 1991 | —  | —  | —  | —  | 23 | 86 | People's Instinctive Remixes                         |
| "Check the Rhime"                                                                    | 1991 | —  | 59 | 1  | —  | —  | —  | The Low End Theory                                   |
| "Jazz (We've Got)"                                                                   | 1991 | —  | —  | 19 | —  | —  | —  | The Low End Theory                                   |
| "Scenario" (featuring Leaders of the New School)                                     | 1992 | 57 | 42 | 6  | —  | —  | —  | The Low End Theory                                   |
| "Luck of Lucien" (Tom And Jerry Remix) (apenas Reino Unido)                          | 1992 | —  | —  | —  | —  | —  | —  | Revised Quest for the Seasoned Traveller             |
| "Can I Kick It?" (Boilerhouse Remix) (UK only)                                       | 1992 | —  | —  | —  | —  | —  | —  | Revised Quest for the Seasoned Traveller             |
| "Hot Sex"                                                                            | 1992 | —  | 99 | —  | —  | —  | —  | Boomerang (trilha sonora)                            |
| "Award Tour"                                                                         | 1993 | 47 | 27 | 7  | 27 | —  | —  | Midnight Marauders                                   |
| "Electric Relaxation"                                                                | 1994 | 65 | 38 | 13 | —  | —  | —  | Midnight Marauders                                   |
| "Oh My God" (featuring Busta Rhymes)                                                 | 1994 | —  | 69 | 15 | —  | —  | 81 | Midnight Marauders                                   |
| "1nce Again" A                                                                       | 1996 | —  | 38 | —  | —  | —  | 34 | Beats, Rhymes and Life                               |
| "Stressed Out" (featuring Faith Evans)                                               | 1996 | —  | 56 | 15 | —  | —  | 33 | Beats, Rhymes and Life                               |
| "Jam" (apenas Reino Unido)                                                           | 1997 | —  | —  | —  | —  | —  | 61 | Beats, Rhymes and Life                               |
| "Find a Way"                                                                         | 1998 | 71 | 29 | 18 | —  | —  | 41 | The Love Movement                                    |
| "Like It Like That" (apenas promo EUA)                                               | 1998 | —  | —  | —  | —  | —  | —  | The Love Movement                                    |
| "We the People...."                                                                  | 2016 | 77 | 31 | 23 | —  | —  | —  | We Got It from Here... Thank You 4 Your Service      |
| "—" denota que o disco não entrou nas paradas ou nao foi lançado naquele território. |      |    |    |    |    |    |    |                                                      |

### Como artista convidado
| Ano  | Single | Pico | Pico   | Pico | Pico | Álbum                            |
| Ano  | Single | US   | US Rap | NLD  | UK   | Álbum                            |
| ---- | --- | ---- | ------ | ---- | ---- | -------------------------------- |
| 1989 | "Buddy" (De La Soul feat. A Tribe Called Quest, Jungle Brothers, Monie Love & Queen Latifah)              | —    | 2      | —    | 7    | 3 Feet High and Rising           |
| 1990 | "Doin' Our Own Dang" (Jungle Brothers feat. A Tribe Called Quest, De La Soul, Monie Love & Queen Latifah) | —    | —      | 40   | 33   | Done by the Forces of Nature     |
| 1997 | "Rumble in the Jungle" A (Fugees feat. A Tribe Called Quest, Busta Rhymes & John Forté)                   | 71   | 3      | —    | 3    | When We Were Kings trilha sonora |
| 2003 | "I C U (Doin' It)" (Violator feat. A Tribe Called Quest & Erykah Badu)                                    | —    | —      | —    | —    | apenas single                    |

A Não entrou na parada Hot 100 nem na Hot R&B/Hip-Hop (as regras da Billboard eram diferentes). O pico listado aqui representa a parada Hot 100 Airplay e a Hot R&B/Hip-Hop Airplay.

## Outras canções
| Título              | Ano  | Pico | Pico      | Álbum                                           |
| Título              | Ano  | US   | US R&B/HH | Álbum                                           |
| ------------------- | ---- | ---- | --------- | ----------------------------------------------- |
| "The Space Program" | 2016 | —    | —         | We Got It from Here... Thank You 4 Your Service |

## Outras aparições
| Título                      | Ano  | Outro artista(s) | Álbum                                                         |
| --------------------------- | ---- | ---------------- | ------------------------------------------------------------- |
| "What Yo Life Can Truly Be" | 1991 | De La Soul, Dres | A Roller Skating Jam Named "Saturdays" (VLS)                  |
| "Sh.Fe.Mc's"                | 1994 | De La Soul       | Clear Lake Audiotorium                                        |
| "Glamour and Glitz"         | 1995 | —                | The Show: The Soundtrack                                      |
| "The Remedy"                | 1996 | Common           | Get on the Bus: Music from and Inspired by the Motion Picture |
| "Peace, Prosperity & Paper" | 1996 | —                | High School High trilha sonora                                |
| "Wild Hot"                  | 1997 | Busta Rhymes     | Rhyme & Reason trilha sonora                                  |
| "Same Ol' Thing"            | 1997 | —                | Men in Black: The Album                                       |
| "That Shit"                 | 1998 | Jay Dee          | The Mix Tape, Vol. III                                        |

## Ligações Externas
- A Tribe Called Quest
- A Tribe Called Quest on Allmusic